# Skrzydlata Wiktoria z Brescii
Skrzydlata Wiktoria z Brescii (wł. Vittoria alata di Brescia) – starożytna rzeźba z brązu, o wysokości 195 cm.
Skrzydlata Wiktoria z Brescii to figura kobieca, lekko obrócona w lewo, odziana w spięty na ramionach chiton i owinięty wokół nóg himation. Rzeźba została wykonana z brązu metodą wosku traconego. Pierwotnie składała się z trzydziestu osobnych części, które po odlaniu połączono w całość. Następnie rylcami dopracowano detale sylwetki i twarzy, a włosy ozdobiono srebrnym i miedzianym damaskinażem. Uniesiona lewa noga postaci i wyciągnięte ramiona oznaczają, że Wiktoria została przedstawiona ze swoimi atrybutami: stopa spoczywała na hełmie, a lewa ręka dzierżyła wspartą o udo tarczę, na której bogini zapisywała imię zwycięzcy i jego chwalebne czyny.
Niektórzy badacze przypuszczają, że Wiktoria powstała w I wieku n.e. w północnej części Italii. Ten sposób ukazywania bogini uważają za nawiązanie do powszechnie znanej i często naśladowanej Afrodyty z Kapui (IV w. p.n.e.), przedstawionej jako półnaga kobieta przeglądająca się w trzymanym oburącz lustrze. Inni sądzą, że posąg wykonano około 250 roku p.n.e. na wyspie Rodos lub w Aleksandrii i że początkowo ukazywał on Afrodytę przeglądającą się w tarczy Aresa. Rzeźba jakoby następnie trafiła do Rzymu i z woli Oktawiana Augusta została przewieziona do miasta Brixia, które właśnie przyjęło tytuł Colonia Augusta. Tam w 69 roku n.e. Afrodytę miano przerobić na Wiktorię piszącą na tarczy i ozdobioną dwoma pierzastymi skrzydłami.
Posąg został odkryty 20 lipca 1826 roku, podczas prac wykopaliskowych prowadzonych w pobliżu rzymskiej świątyni Capitolium. Skrzydlata Wiktoria wkrótce stała się znana w całej Europie. Kiedy w roku 1859 Napoleon III gościł w Brescii, poprosił o wykonanie kopii, którą zamierzał zaprezentować w Luwrze. Na niektórych dziewiętnastowiecznych grawiurach i fotografiach można zobaczyć Wiktorię z hełmem Marsa i owalną tarczą. Te dodatki, wykonane prawdopodobnie z gipsu, dołączono do posągu w roku 1838, ale wkrótce z nich zrezygnowano. Giosuè Carducci uznał tę rzeźbę za antyczny wzorzec piękna i opisał ją w roku 1877 w swojej odzie Do Wiktorii (Alla Vittoria).
Po zakończeniu wojny Wiktoria była prezentowana w Capitolium, a w roku 1998 została przeniesiona do zabytkowego budynku, w którym mieści się Muzeum św. Julii (Museo di Santa Giulia). W 2020 roku rzeźbę przeniesiono do muzeum archeologicznego na terenie Capitolium w Brescii.